# Йорк-Гейвен (Пенсільванія)
Йорк-Гейвен (англ. York Haven) — місто (англ. borough) в США, в окрузі Йорк штату Пенсільванія. Населення — 686 осіб (2020).

## Географія
Йорк-Гейвен розташований за координатами 40°6′37″ пн. ш. 76°42′54″ зх. д. / 40.11028° пн. ш. 76.71500° зх. д. (40.110406, -76.715025).  За даними Бюро перепису населення США в 2010 році місто мало площу 0,84 км², з яких 0,77 км² — суходіл та 0,07 км² — водойми.

## Демографія
Згідно з переписом 2010 року, у селищі мешкало 709 осіб у 255 домогосподарствах у складі 171 родини. Густота населення становила 844 особи/км².  Було 312 помешкання (372/км²).
Расовий склад населення:
| - 91,4 % — білих - 2,0 % — чорних або афроамериканців - 1,1 % — корінних американців - 0,4 % — азіатів |

До двох чи більше рас належало 4,5 %. Частка іспаномовних становила 7,3 % від усіх жителів.
За віковим діапазоном населення розподілялося таким чином: 31,6 % — особи молодші 18 років, 61,8 % — особи у віці 18—64 років, 6,6 % — особи у віці 65 років та старші. Медіана віку мешканця становила 29,7 року. На 100 осіб жіночої статі у селищі припадало 114,2 чоловіків;  на 100 жінок у віці від 18 років та старших — 108,2 чоловіків також старших 18 років.
Середній дохід на одне домашнє господарство  становив 47 537 доларів США (медіана — 42 500), а середній дохід на одну сім'ю — 47 689 доларів (медіана — 41 042). Медіана доходів становила 35 313 долари для чоловіків та 23 889 доларів для жінок. За межею бідності перебувало 22,1 % осіб, у тому числі 35,5 % дітей у віці до 18 років та 10,9 % осіб у віці 65 років та старших.
Цивільне працевлаштоване населення становило 333 особи. Основні галузі зайнятості: виробництво — 21,0 %, освіта, охорона здоров'я та соціальна допомога — 15,6 %, мистецтво, розваги та відпочинок — 15,3 %.